# ريكاردو بينيلا آرياس
ريكاردو بينيلا آرياس (بالإسبانية: Ricardo Arias)‏ (من مواليد 25 فبراير 1957 في كاتاروخا، فالنسيا) هو لاعب كرة قدم أسباني متقاعد، لعب في مركز الدفاع.

## وصلات خارجية
- BDFutbol profile
- ريكاردو بينيلا آرياس على موقع قاعدة بيانات كرة القدم.إي يو (الإنجليزية)
- ريكاردو بينيلا آرياس على موقع ناشيونال فوتبول تيمز (الإنجليزية)
- ريكاردو بينيلا آرياس على موقع عالم كرة القدم.نت (الإنجليزية)
- Stats and bio at CiberChe (بالإسبانية)